# メトロイドプライム ピンボール
『メトロイドプライム ピンボール』(METROID PRIME PINBALL)は2006年1月19日に任天堂が発売したニンテンドーDS用ピンボールゲームである。DS振動カートリッジ同梱。アメリカでは2005年10月24日、ヨーロッパでは2007年6月22日に発売された。

## 内容
『メトロイドプライム』の惑星ターロンIVを舞台に、モーフボールとなったサムスをピンボールの球に見立ててゲームを進める。従来のピンボール同様、テーブルの下に球を落とすとミスとなるほか、敵からの攻撃でダメージを受けたり、メトロイドにエネルギーを吸収されることで体力が0になるとミスになる。
アイテムやイベント（コンバットモード）によってはミサイルやボムを発射したり、モーフボールを解除してビームの連射攻撃をすることもある。

## モード
マルチミッション
各テーブルでミニゲームをクリアしたり、ボスを倒すことで得られるアイテム「アーティファクト」を集めていく。
シングルミッション
ひとつのテーブルでスコアアタックや、（ボスを倒すまでの）タイムアタックを行う。
ワイヤレスミッション
無線通信による1カートリッジ対戦プレイ。最大8名まで同時にプレイし、先に100,000ポイントを獲得したプレイヤーが勝利となる。
ステージはラヴァケイブスをモチーフとしている。

## テーブル
マルチミッションで最初からプレイできるテーブル。
ミニゲームを複数発生させることで、別のテーブルに移動出来るようになる。
- フリゲートオルフェオン

フリゲートオルフェオンのBGMは、第一作『メトロイド』のブリンスタのBGMが使用されている。
- ターロンオーバーワールド

上画面にボスがいるテーブル。
- アイスバレイ

ボス　サーダス
- フェイゾンマインズ

ボス　オメガパイレーツ
- アーティファクトテンプル

ボス　メタリドリー
- インパクトクレーター

ボス　メトロイドプライム

## ミニゲーム
- パラサイト
- メトロイドマニア
- スペースパイレーツパニック
- ストライカーシューティング
- フェイゾンマルチボール
- ウォールジャンプ

## 開発
ニンテンドーDSの2画面を立てにするとピンボール台になるというアイデアがきっかけで、任天堂から『スーパーマリオボール』で実績のあったフューズゲームズにオファーが寄せられた。
メトロイドを題材とすることは任天堂からの提案だが、偶然にもフューズゲームズも同じことを考えていたことが判明し、興奮したとフューズゲームズのエイドリアン・バリットは「Nintendo Online Magazine」91号で振り返っている。
バリットの「ハイテクで宇宙的な雰囲気のものを作りたい」という考えから、フリゲートオルフェオンがプロトタイプの題材に選ばれた。
スーパーバイザーを務めたヒロ山田は、成果物を見た際、彼らが『メトロイド プライム』の世界観を的確に再現していると思ったと「Nintendo Online Magazine」91号でのインタビューの中で振り返っている。NOA(Nintendo of America)の関係者からの評判も良く、「『サムスがモーフボールから起き上がってラピッドシューティングするのを作ってくれ』と言ったら本当にすぐ作ってくれて。これは行ける、と思いました。」とも話している。
ボールや武器のパワーアップといったGC版の『メトロイドプライム』の要素がピンボールに落とし込まれた。
要素の選定はフューズゲームズに任されたものの、任天堂側は、イギリスにある同社のオフィスに赴き、「世界観は『メトロイドプライム』に限定してほしい」「ボールをはじいた際に無反応なのは避けてほしい」といった要望を伝えることもあった。
また、タッチスクリーンを応用したナッジも導入された。

## 評価
IGNのお茶缶は、2022年に遊んだゲームの中でよかった作品の一つとして本作を挙げており、敷居の低さや完成度の高さに加え、大作の合間に遊ぶと癒しになると評価している。